# Bromobenzène (famille)
Cet article concerne la famille la famille des composés issus de la bromation du benzène. Pour la molécule de monobromobenzène, appelée couramment bromobenzène, voir bromobenzène.
Les bromobenzènes sont un groupe d'halogénobenzènes formés par la réaction de substitution électrophile aromatique d'un ou plusieurs atomes d'hydrogène du benzène par un ou plusieurs atomes de brome. Strictement parlé, c’est le nom du monobromobenzène, un composé du benzène avec un seul brome. Cependant, le terme peut être utilisé pour désigner les composés du benzène contenant n’importe quel nombre d’atomes de brome. Les combinaisons possibles sont les suivantes :
- 1,2-dibromobenzène
- 1,3-dibromobenzène
- 1,4-dibromobenzène
- 1,2,3-tribromobenzène
- 1,2,4-tribromobenzène
- 1,3,5-tribromobenzène
- 1,2,3,4-tétrabromobenzène
- 1,2,3,5-tétrachlorobenzène
- 1,2,4,5-tétrabromobenzène
- pentabromobenzène
- hexabromobenzène